# تشانينج بولوك
تشانينج بولوك (بالإنجليزية: Channing Pollock)‏ هو كاتب مسرحي وملحن وكاتب سيناريو وشاعر أمريكي، ولد في 4 مارس 1880 في واشنطن العاصمة في الولايات المتحدة، وتوفي في 17 أغسطس 1946 في شورهام في الولايات المتحدة.

## وصلات خارجية
- تشانينج بولوك على موقع IMDb (الإنجليزية)
- تشانينج بولوك على موقع ألو سيني (الفرنسية)
- تشانينج بولوك على موقع ميوزك برينز (الإنجليزية)
- تشانينج بولوك على موقع أول موفي (الإنجليزية)
- تشانينج بولوك على موقع قاعدة بيانات برودواي على الإنترنت (الإنجليزية)
- تشانينج بولوك على موقع قاعدة بيانات برودواي على الإنترنت (الإنجليزية)
- تشانينج بولوك على موقع قاعدة بيانات الأفلام السويدية (السويدية)
- تشانينج بولوك على موقع أول ميوزيك (الإنجليزية)
- تشانينج بولوك على موقع ديسكوغز (الإنجليزية)
- تشانينج بولوك على موقع قاعدة بيانات الفيلم (الإنجليزية)